# Miss Monde 1951
Miss Monde 1951, est la 1re élection de Miss Monde, qui s'est déroulée à Lyceum Theatre de Londres, au Royaume-Uni, le 29 juillet 1951. La lauréate du concours est la suédoise Kicki Håkansson, devenant la première lauréate à remporter le titre de Miss Monde.
Kicki Håkansson portait un bikini lors de son couronnement et a été condamné par le pape Pie XII. Certains pays ayant des traditions religieuses ont menacé de retirer leur candidat. Kicki Håkansson reste la seule lauréate à ce jour à avoir reçu le titre de Miss Monde, tout en portant un bikini.
À l'origine, le concours a été organisé par Eric Morley comme une publicité pour les maillots de bain lors du Festival of Britain.

## Résultats
| Résultat Final  | Candidates                           |
| --------------- | ------------------------------------ |
| Miss Monde 1951 | - Suède - Kicki Håkansson            |
| 1re Dauphine    | - Royaume-Uni - Laura Ellison-Davies |
| 2e Dauphine     | - Royaume-Uni - Doreen Dawne         |
| 3e Dauphine     | - Pays-Bas - Sabine Aime di Angelo   |
| 4e Dauphine     | - Royaume-Uni - Aileen Chase         |

## Candidates

### Candidates étrangères
- Danemark - Lily Jacobson
- États-Unis - Annette Gibson
- France - Jacqueline Lemoine
- Pays-Bas - Sabine Aime di Angelo
- Suède - Kicki Håkansson

### Candidates nationales
Seulement dix des 21 noms des candidates britanniques restent inconnus. 
- Marlene Ann Dee
- Pat Cameron
- Aileen P. Chase
- Fay Cotton
- Doreen Dawne
- Laura Ellison-Davies
- Brenda Mee
- Elayne Pryce
- Sidney Walker
- Nina Way
- Ann Rosemary West

## Observations

### Débuts
- Danemark
- États-Unis
- France
- Pays-Bas
- Suède
- Royaume-Uni